# Kathrin Freitag
Kathrin Freitag (* 16. April 1974 in Röbel) ist eine ehemalige deutsche Bahnradsportlerin.
Von 1990 bis 1992 wurde Kathrin Freitag dreimal in Folge Junioren-Weltmeisterin im Sprint. 1998 gewann sie den Großen Preis von Deutschland im Sprint. Im Jahre 2000 errang sie zwei Deutsche Meistertitel, im Sprint sowie im 500-Meter-Zeitfahren. In den folgenden Jahren stand sie bei Deutschen Meisterschaften wiederholt auf dem Podium. Bei den Olympischen Spielen 2000 in Sydney belegte sie Platz 7 im Zeitfahren und Platz 9 im Sprint. Ihren letzten großen Erfolg feierte sie 2004 beim Weltcuprennen in Sydney, wo sie gemeinsam mit Katrin Meinke den Teamsprint gewann. Dennoch konnte sie sich nicht für die Olympischen Spiele 2004 in Athen qualifizieren. Im Jahr darauf beendete sie ihre Laufbahn.
Sie fuhr für den Verein Frankfurter RC 90.

## Ehrung
- 1992: Sportlerin des Jahres von Brandenburg[3]

## Erfolge
1990
- Junioren-Weltmeisterin – Sprint

1991
- Junioren-Weltmeisterin – Sprint

1992
- Junioren-Weltmeisterin – Sprint

1995
- Deutsche Meisterin – Sprint

1997
- Deutsche Meisterin – Sprint

2000
- Deutsche Meisterin – Sprint, 500-Meter-Zeitfahren

2004
- Bahnrad-Weltcup in Sydney – Teamsprint (mit Katrin Meinke)